# Six Flags Over Texas

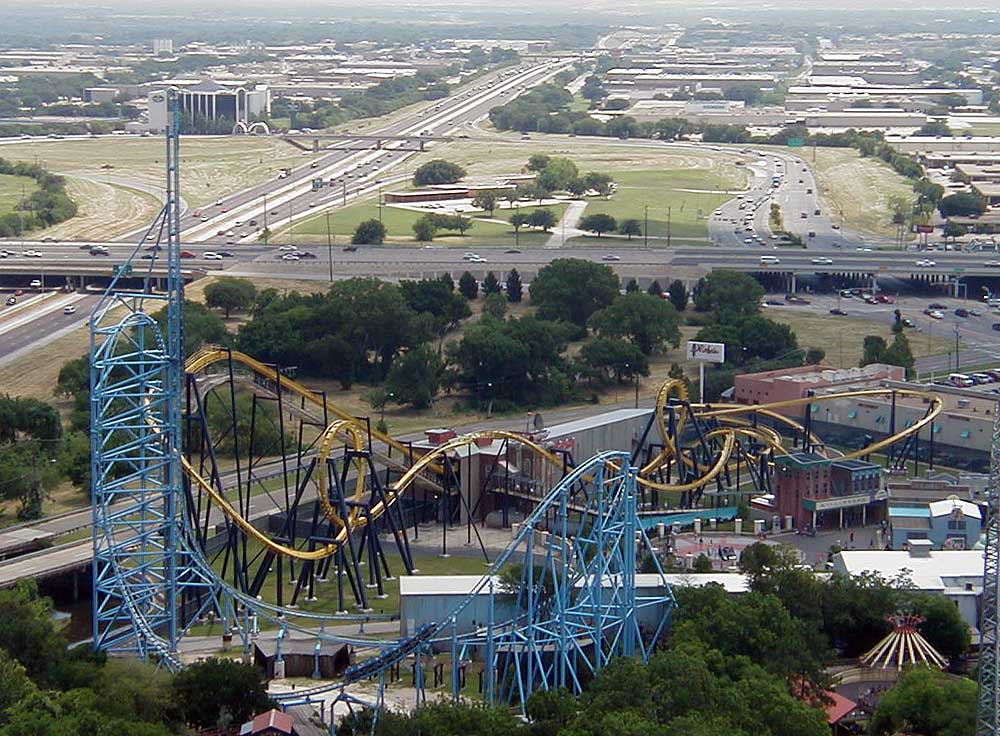

Six Flags Over Texas é um grande parque de diversões localizado em Arlington, a leste de Fort Worth e cerca de quinze milhas (24 km) a oeste de Dallas. É o mais antigo parque da cadeia Six Flags. O parque foi inaugurado em 1 de agosto de 1961, após apenas um ano de construção.
Desde a sua inauguração, o Six Flags Over Texas tem um desempenho consistentemente bom em termos de presenças e de receitas, apesar de seu histórico de mudança de proprietários. O parque possui atualmente vários parques de diversões e atrações, trazendo milhares de visitantes diários.